# 클라우디오 모렐 로드리게스
클라우디오 마르셀로 모렐 로드리게스(스페인어: Claudio Marcelo Morel Rodríguez, 1978년 2월 2일 ~ )는 파라과이의 전 축구 선수이다.

## 축구인 경력

### 선수 경력
아르헨티나의 산로렌소에서 선수 경력을 시작하였다. 2000-01 시즌 산로렌소의 리그 우승과 2001년 코파 메르코수르 우승에 기여하였다. 2002년 10월 5일엔 프로 데뷔 후 첫 골을 터뜨렸고 그 해 팀의 코파 수다메리카나 우승에 공헌하였다.
2004년 보카 주니어스로 이적하여 8월 15일 데뷔전을 치렀다. 2007년 2월 10일 보카에서의 첫 골을 기록하였으며 2007년 클럽 월드컵에 출전하여 AC 밀란을 상대하기도 하였다. 그 해 남아메리카 올해의 축구 선수 2위에 이름을 올렸고 다음 해엔 파라과이 올해의 축구 선수에 선정되었다.
2012년 인디펜디엔테로 이적하였다.

### 국가대표 경력
1999년 A매치 데뷔전을 치렀고 2007년 코파 아메리카 최종 명단에 소집되어 첫 메이저 국가대표팀 대회에 출전하게 되었다. 남아공 월드컵에도 출전하였다.